# Crinopteryx familiella
Crinopteryx familiella (лат.) — вид примитивных молевидных бабочек из семейства Incurvariidae, единственный в роде Crinopteryx и подсемействе Crinopteryginae. До 2011 года выделялся в семейство Crinopterygidae.

## Описание
Crinopteryx familiella — эндемик Европы, известна из Средиземноморской области Франции, Италии, Пиренейского полуострова и Сицилии.
Мелкая бабочка с размахом крыльев около 7 мм. Гусеницы развиваются на растениях рода Cistus (Розоцветные), в частности на Cistus salviifolius.